# Єдинач Сергій Анатолійович
Сергі́й Анато́лійович Єдинач — капітан Збройних сил України, учасник російсько-української війни.

## З життєпису
Станом на січень 2016-го — військовик 308-го інженерно-технічного батальйону.

## Нагороди
- Орден Богдана Хмельницького III ступеня (10 жовтня 2015) — за особистий внесок у зміцнення обороноздатності Української держави, мужність, самовідданість і високий професіоналізм, виявлені під час бойових дій та при виконанні службових обов'язків[1]